# Simaroubaceae
Simaroubaceae é uma família de plantas angiospérmicas (plantas com flor – divisão Magnoliophyta), pertencente à ordem Sapindales.  O grupo, monofilético, inclui 22 gêneros e aproximadamente 120 espécies e tem como centro primário de diversidade as regiões tropicais da América 
A ordem Sapindales, por sua vez, é um grupo monofilético, com sinapomorfias como folhas pinado-compostas e flores apresentando disco nectarífero evidente, geralmente pequenas; são plantas lenhosas com folhas alternas espiraladas, desprovidas de estípula.
São plantas ditas eudicotiledônias, desenvolvendo portanto embriões com dois ou mais cotilédones e possuindo geralmente grão de pólen tricolporado.

## Habitat
No Brasil, ocorrem 6 gêneros e 20 espécies distribuídas pantropicalmente, encontrada em regiões  tropicais ou  sub-tropicais. Sua distribuição global se dá nas regiões tropicais das  América, se estendendo até África, Madagascar e regiões da Austrália banhadas pelo Oceano Pacífico, ocorrendo poucos gêneros em regiões temperadas.

## Relações Ecológicas
De acordo com a literatura, suas  flores são polinizadas por diversos  insetos, principalmente  abelhas e outros animais como  aves (geralmente quando drupa); contudo, alguns gêneros são polinizados pelo vento (quando fruto é tipo sâmara), como em Leitneria.

## Fórmula floral
Flor estaminada: *, K (4-5), C5, A5+5, G (5)•
Flor carpelada: *, K (4-5), C5, A5+5•, G (5); agregado de sâmaras ou drupas

## Informações botânicas
São  arbustos ou  árvores, ocasionalmente armados como no caso da Castela; apresentam compostos  triterpenóides amargos do tipo quassinóide.

## Flor
Inflorescência geralmente cismosa, determinada, terminal o axilar; flores pouco vistosas, unissexuadas (plantas monoicas ou raramente dióicas) ou raramente bissexuadas, com estaminódios e pistilódios bem desenvolvidos frequentemente; actinomorfas, diclamídeas ou raramente monoclamídeas; cálice 4-5 mero, geralmente livres a ligeiramente conatas, prefloração valvar ou imbricada; corola 3-5(-8-)-mera, geralmente dialipétala, também imbricadas ou valvares; estames em número duplo ao das sépalas, raramente em número igual ou numeroso, livres entre si, com frequência basalmente apendiculados, anteras rimosas; grão de pólen tricolporado. disco nectarífero geralmente presente (intraestaminal); gineceu dialicarpelar ou gamocarpelar, 1-5(-8-)-carpelar, unidos apenas pelos estiletes; estigma capitado a fortemente lobado; ovário súpero, 1-5(-8-)-loculos, placentação geralmente axial, lóculos unidos ou raramente biovulados (separando-se em carpelos individuais à medida que os frutos se desenvolvem). Flores ausentes em ''Leitneria''.

## Fruto
Apresenta fruto agregado de sâmaras ou de drupas carnosas à secas; o endosperma pode estar ausente.

## Folhas
Filotaxia é alterna (geralmente espiralada) ou raramente opostas, podendo apresentar folhas compostas pinadas e ocasionalmente folhas simples, ausência de estípulas, com folículos inteira ou serreada. A venação é peninérvea. Apresentam células secretoras esparsas frequentemente nas folhas e casca. Geralmente com tricomas simples na superfície.

## Gêneros
Compreende 20 gêneros , incluindo os nativos brasileiros (6 gêneros) tais como Castela, Picrasma, Picrolemma, Quassia,Simaba e Simarouba. O gênero Simarouba foi fundado em 1775 por Aublet, e esse se difere dos taxa Quassia L. e Simaba Aubl. principalmente por possuir flores unissexuais com estigmas longos e divergentes, Principais gêneros da família Simaroubaceae:
Alvaradoa
Ailanthus com 15 spp;
Brucea
Castela com 12 spp.
Eurycoma
Holacantha
Leitneria
Picramnia
Picrasma
Quassia
Simarouba
Simaba com, aproximadamente, 30 spp;

### Principais  espécies
Todas as espécies de Simaba são utilizadas para medicina popular como  antifebrífugo,  antidiarreico,  anti-reumático  e  contra  hidropisia, além de possuirem compostos de caráter terapêutico e antimalária (Eurycoma  longifolia). Espécies do gênero Simaba:
Simaba multiflora
Simaba orinocensis
Simaba guianensis
Simaba cuspidata Spruce
Simaba cedron Planchon
 Simaba polyphylla Caval.
 Simaba subcymosa
Simaba ferruginea

## Importância
Uso medicinal de algumas espécies que possuem compostos amargos como no caso de alguma das espécies dos gêneros Quassia e Picrasma; e no uso da madeira do marupá (Simarouba amara). Provavelmente tais substâncias amargas conferem propriedades medicinais à estas plantas. A presença das substâncias denominadas quassinóides é exclusiva dessa familia. Pesquisas recentes demonstram que o potencial anti-malária do quissanóide (orinocinolide) é presente na Simaba orinocensis, uma vez que possuem compostos de caráter terapêutico (Eurycoma longifolia). Todas as espécies de Simaba são utilizadas para medicina popular como antifebrífugo, antidiarreico, anti-reumático e contrahidropisia. Também existem estudos que incentivam a pesquisa aprofundada dos compostos químicos de certas espécies, uma vez que extratos de A. excelsa demonstraram um significante poder de atuação antioxidante e atiproliferativo, que pode ser aplicado para inibir processos de carcinogênese, como iniciação, promoção e progressão de um tumor. Na biotecnologia, espécies dessa família também apresentam utilidade como marcadores de microssatélite (totalizando 18 marcadores), obtidos a partir da espécie  Eurycoma longifolia, para a  criação de perfis de DNA em estudos de diversidade genética. Ainda, algumas espécies são usadas no ramo ornamental: a árvore-do-paraíso do gênero Ailanthuse o marupá (Simarouba).